# TB-16
TB-16 – amerykańska antena holowana sonaru pozostająca na wyposażeniu okrętów podwodnych typu Los Angeles oraz Ohio. TB-16 jest komponentem okrętowych systemów sonarowych AN/BQQ-5 oraz AN/BQQ-6, a także systemów zarządzania walką AN/BSY-1 oraz AN/BSY-2. Stanowi go szerokopasmowa antena umieszczona na końcu cienkiego przewodu wysuwanego z podłużnej tuby umieszczonej wzdłuż kadłuba sztywnego okrętu, z wciągarką umieszczoną wewnątrz kadłuba sztywnego. Moduł akustyczny anteny ma długość 75 metrów, średnicę 8,25 milimetra oraz wagę 640 kilogramów, umieszczony zaś jest na końcu przewodu o długości 800 metrów, średnicy 9,5 milimetrów oraz wadze 205 kilogramów.